# Pamela Moore
Pamela Moore es una cantante y compositora norteamericana que mezcla la música Hard rock, el pop y la electrónica.

## Historia
Nacida y criada en Seattle, Moore se propuso estudiar teatro a una edad temprana. Estudió música en la escuela secundaria, aprendió a tocar la guitarra acústica y el piano.
A principios de los ochenta, Moore publica sus dos primeros discos Take a Look y You Won't Find Me There. Ambos álbumes fueron aclamados por la crítica y por la discográfica y esto la puso en problemas con su carrera.
A comienzos de los años 90 se convierte en la cantante de la banda Radar, por ese motivo se muda a New York para grabar su álbum debut en el 2000 R.P.M. Después, la banda se separa y Moore vuelve a Washington.
En 2006 Moore publica su álbum Stories from a Blue Room , las canciones fueron escritas por Moore y el antiguo guitarrista de la banda Rorschach Test, Benjamin Anderson.

## Colaboraciones
Moore aparece en el álbum conceptual de la banda del metal progresivo, Queensrÿche Operation: Mindcrime y Operation: Mindcrime II.

## Discografía
| Lanzado   | Nombre                   | Artista      |
| 1981      | Take a Look              | Pamela Moore |
| 1982      | You Won't Find Me There  | Pamela Moore |
| 1988      | Operation: Mindcrime     | Queensrÿche  |
| 2001/1992 | Operation: LIVEcrime     | Queensrÿche  |
| 2000      | R.P.M.                   | Radar        |
| 2002      | Live Evolution           | Queensrÿche  |
| 2004      | A Retrospective          | Pamela Moore |
| 2006      | Operation: Mindcrime II  | Queensrÿche  |
| 2006      | Stories from a Blue Room | Pamela Moore |